# اسکار بروی
اسکار بروی (انگلیسی: Oscar Brevi؛ زادهٔ ۱۵ دسامبر ۱۹۶۷) بازیکن فوتبال اهل ایتالیا است.
از باشگاه‌هایی که در آن بازی کرده‌است می‌توان به باشگاه فوتبال آسکولی، باشگاه فوتبال تورینو، باشگاه فوتبال ونتزیا، باشگاه فوتبال آ. ث. لومتزانه، باشگاه فوتبال کومو، و باشگاه فوتبال پالرمو اشاره کرد.